# Rio de San Polo

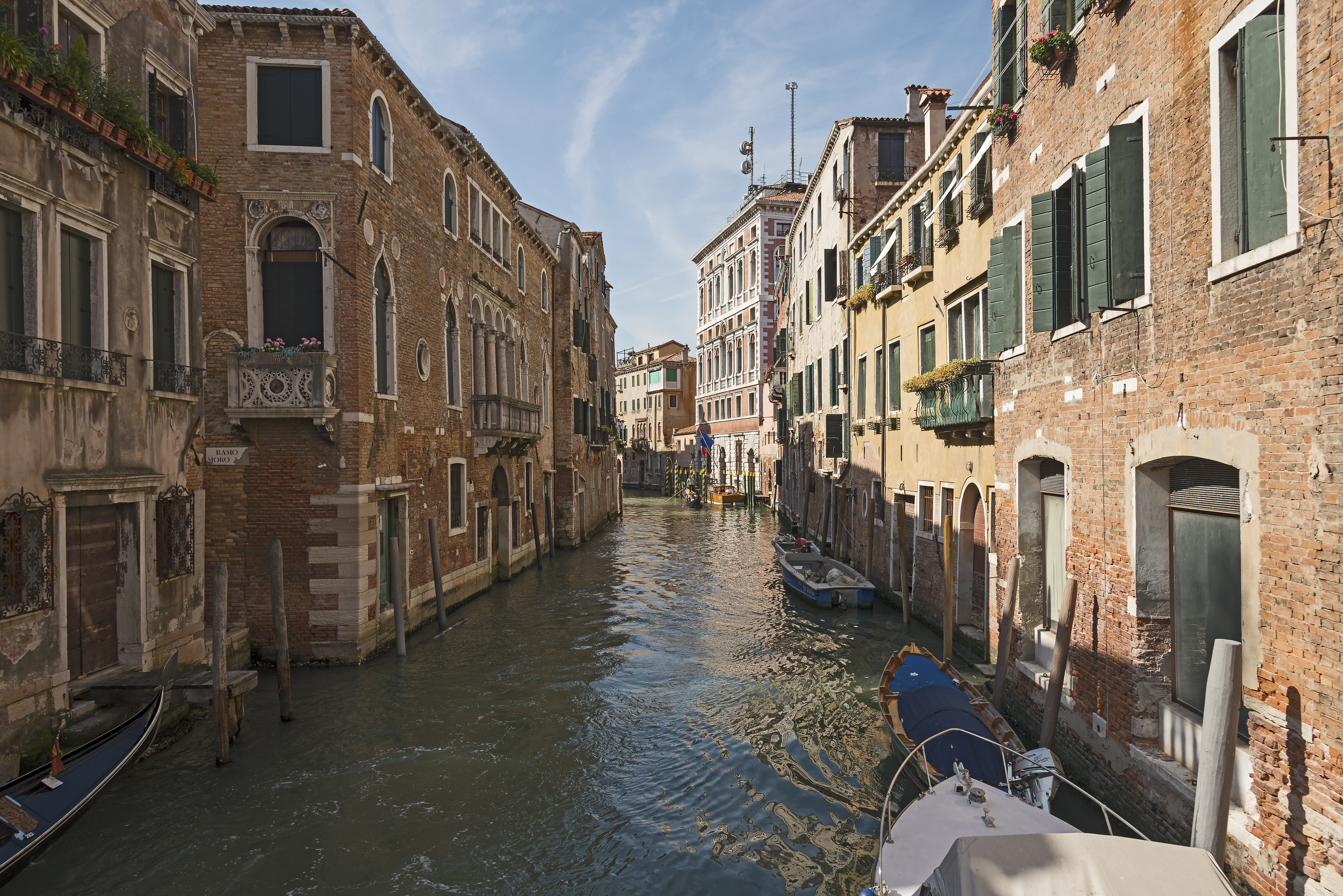
Rio San Polo du ponte San Polo

Le rio de San Polo est un canal de Venise dans le sestiere de San Polo.

## Description
Le rio de San Polo a une longueur de 337 mètres. Il prolonge le rio de le do Torre en sens sud-ouest, puis sud vers son embouchure dans le Grand Canal.

## Toponymie
- Le nom provient de l'église San Polo et du sestiere éponyme.

## Situation et monument remarquables

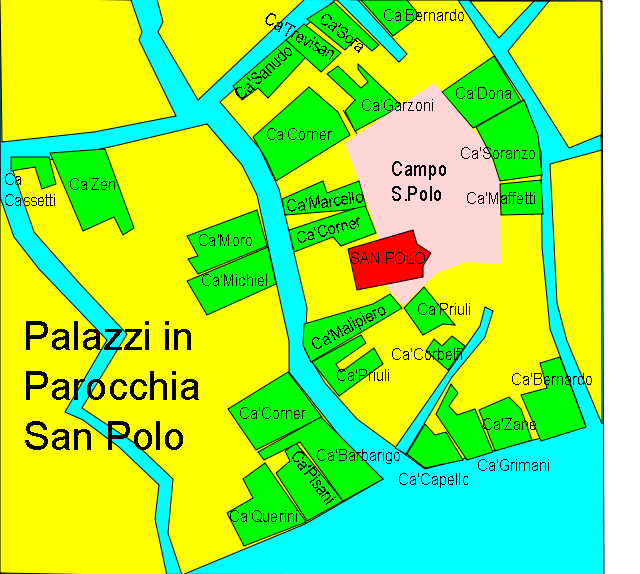

À partir du Grand Canal le rio longe 
Du côté Est
- la palais Cappello Layard Carnelutti.
- le Rielo de le Erbe or Priuli
- la Ca' Priuli
- la Ca' Malipiero
- la Ca' Corner (du campo San Polo)
- la Ca' Marcello
- le Palazzo Corner Mocenigo
- la Ca' Sanudo
- la Ca' Trevisan
- la Ca' Sora
- Rielo Ca' Bernardo qui marque son extrémité.

Du côté ouest
- le Palazzo Barbarigo della Terrazza
- la Ca' Corner
- le Palazzo Morolin Michiel Olivo
- la Ca' Moro
- la Ca' Amalteo
- le Rio de San Stin  et le Rio de Sant'Agostin

### Ponts
Le rio n'est traversé que par un seul pont
- le Ponte San Polo reliant Salizada San Polo et Calle dei Saoneri

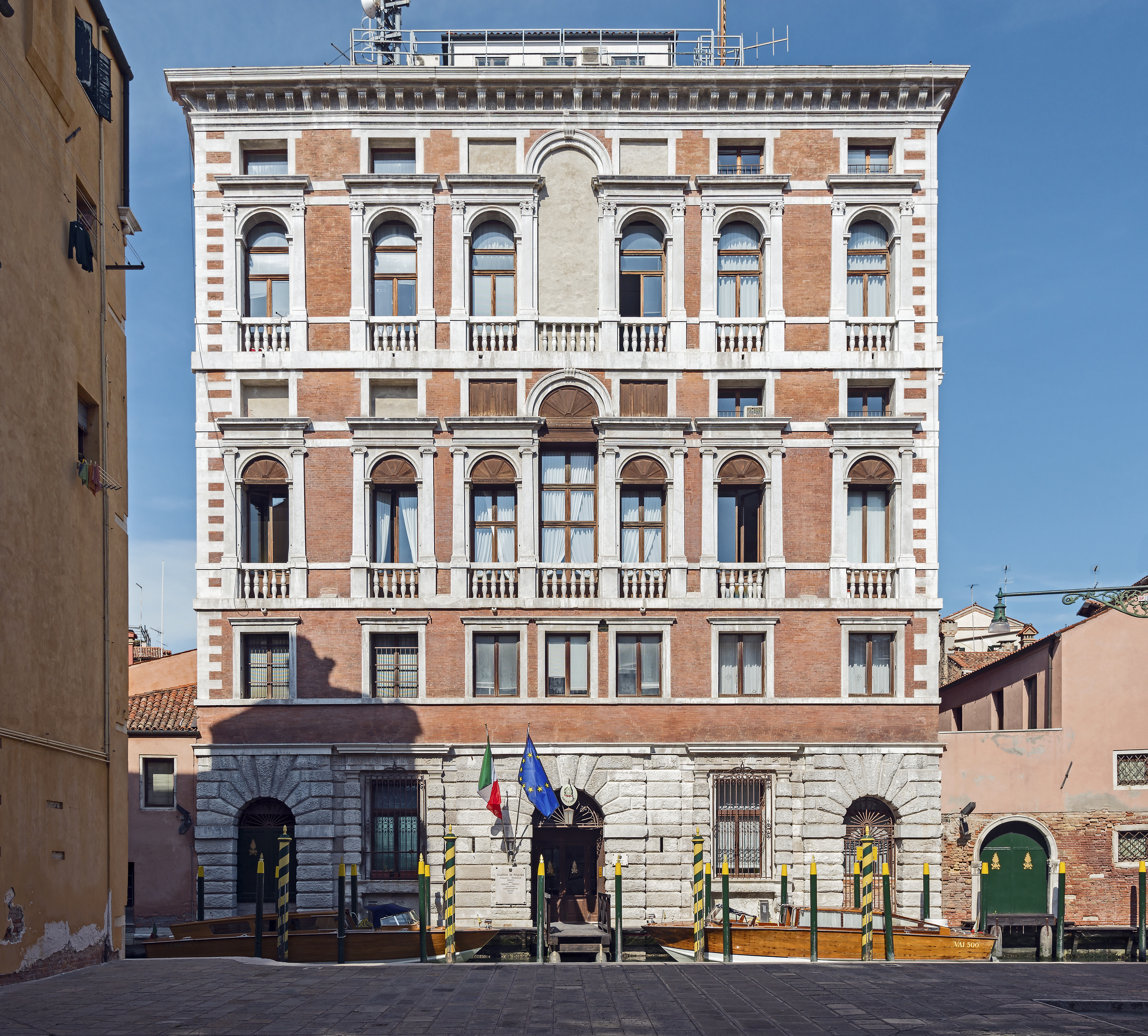
Palais Corner Mocenigo
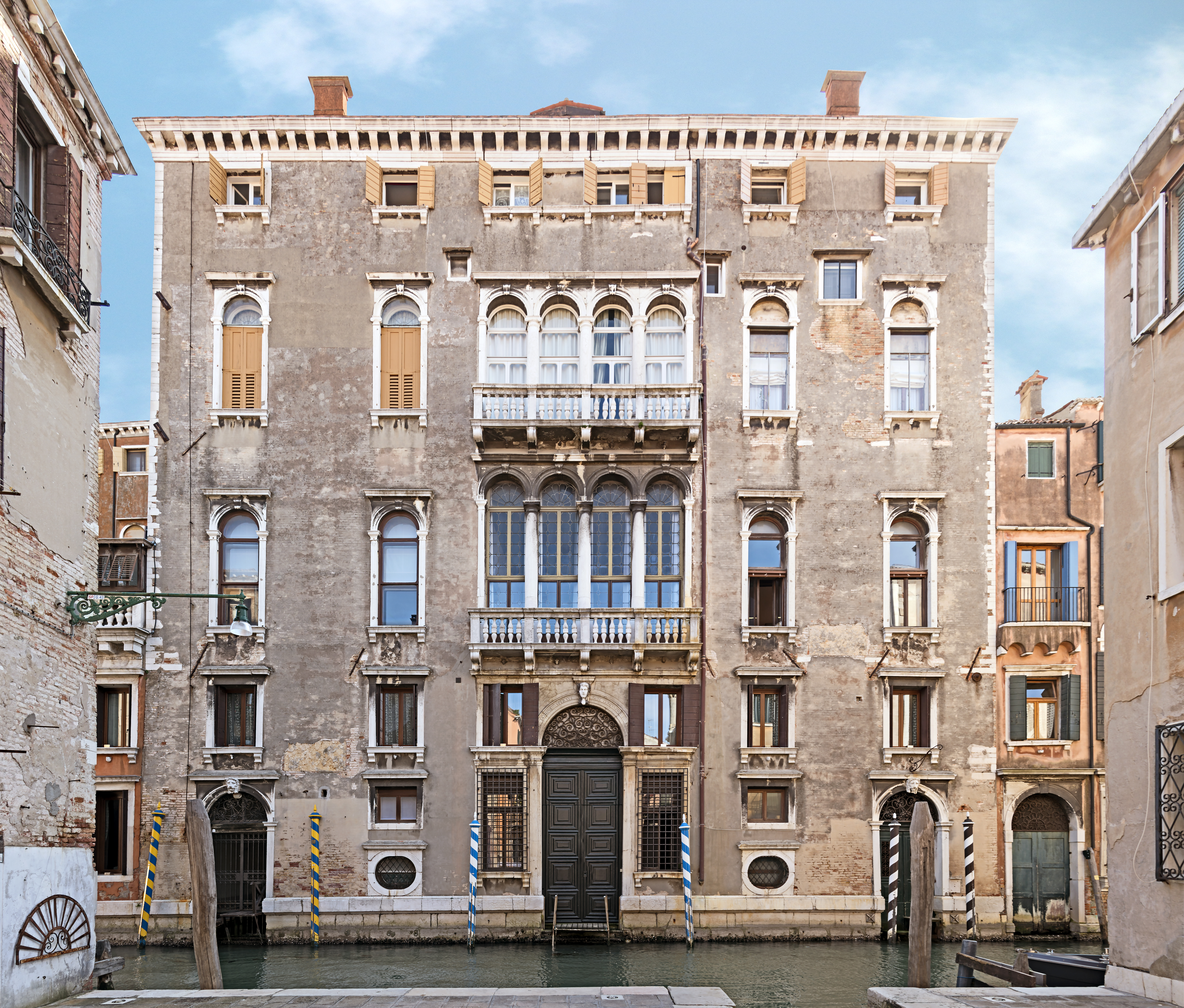
La façade du Palazzo Barbarigo della Terrazza
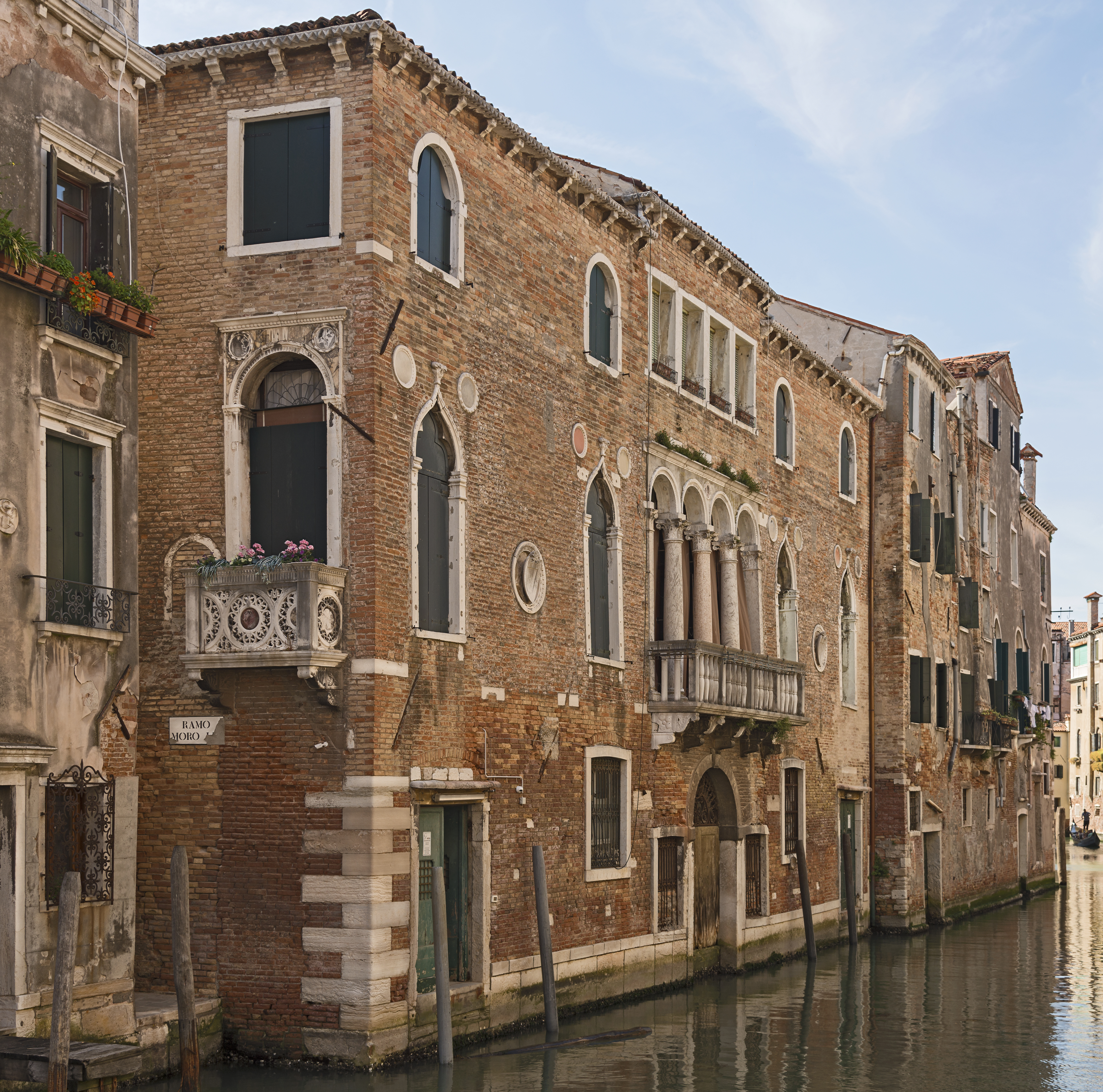
La façade du Palais Morolin Michiel Olivo
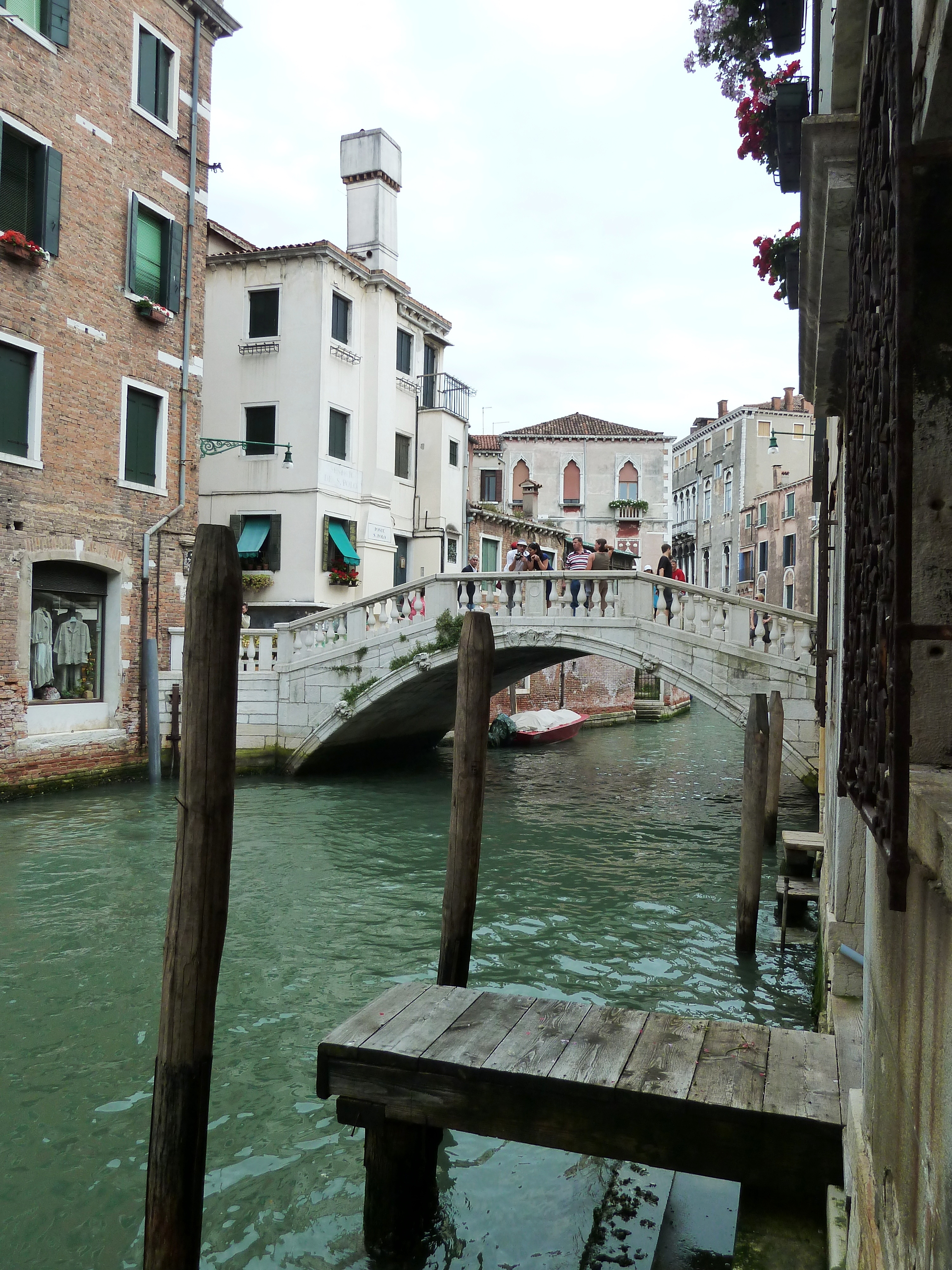
Ponte San Polo